# Alexander 134
Alexander 134 är ett reservat i Kanada.   Det ligger i provinsen Alberta, i den centrala delen av landet, 2 900 km väster om huvudstaden Ottawa. Arean är 69 kvadratkilometer.
Omgivningarna runt Alexander 134 är en mosaik av jordbruksmark och naturlig växtlighet. Runt Alexander 134 är det glesbefolkat, med 8 invånare per kvadratkilometer.